# سلسلة جبال لوفتي
سلسلة جبال لوفتي هي سلسلة من الجبال في ولاية جنوب أستراليا الأسترالية والتي لجزء صغير من طولها حدود شرق أديلايد. يسمى جزء النطاق القريب من أديلايد تلال أديلايد.

## الموقع والوصف
تمتد سلسلة جبال لوفتي من أقصى جنوب شبه جزيرة فلوريو في كيب جيرفيس شمالًا لمسافة تزيد عن 300 كيلومتر (190 ميل) قبل أن تنتيهي شمال بيتربورو. وتصل بالقرب من أديلايد، والتي تفصل سهول أديلايد عن السهول الواسعة التي تحيط بنهر موراي وتمتد شرقاً إلى فيكتوريا.
يمرمسارهيسن بطول السلسلة تقريبًا، ويمر غربًا إلى سلسلة فليندرز بالقرب من هاليت.
تتمتع سلسلة الجبال بمناخ متوسطي مع هطول أمطار معتدلة بسبب الرياح الجنوبية الغربية والصيف الحار والشتاء البارد. السلسلة الجنوبية أكثر رطوبة (900 مليمتر (35 بوصة) من المطر سنويًا) من السلسلة الشمالية (400 مليمتر (16 بوصة) ).

### السلسلة الجنوبية

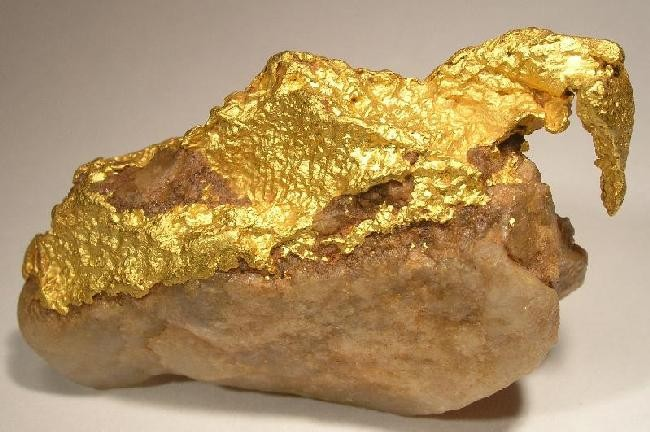
عينة ذهب غير عادية من منجم فيكتوريا للذهب القديم، ربما كان أول منجم ذهب يعمل في أستراليا، بالقرب من كاستامبل.

يُعرف الجزء من السلسلة الواقعة جنوب وادي باروسا بشكل عام باسم السلسلة الجنوبية لسلسلة جبال لوفتي، وأعلى جزء من هذا القسم هو قمة جبل لوفتي (727 م أو 2,385 قدم ). يُطلق على الجزء من السلسلة الأقرب لأديلايد اسم تلال أديلايد، وفي اتجاه الشمال سلسلة جبال باروسا.
تشمل السلسلة مجموعة متنوعة من استخدامات الأراضي، بما في ذلك التطوير السكني المهم، وتتركز بشكل خاص في سفوح التلال، وضواحي ستيرلنغ وبريدجووتر، ومدن ماونت باركر وفيكتور هاربور على وجه الخصوص. توجد العديد من غابات مزارع الصنوبر، وأبرزها حول جبل كراوفورد و كودلي كريك في الشمال وغابة كويتبو ووادي الوادي الثاني في الجنوب. توجد العديد من المناطق المحمية بالقرب من أديلايد حيث تواجه التلال المدينة من أجل الحفاظ على الأراضي السكنية المرغوبة للغاية: تعد حديقة محمية بلاك هيل وحديقة كليلاند الوطنية ومنتزه بيلير الوطني هي الأكبر. المتنزهات المهمة الأخرى في السلاسل الجنوبية هي حديقة ديب كريك الوطنية، على الشواطئ الجنوبية الوعرة لشبه جزيرة فلوريو، ومتنزه محمية بارا ويرا على الحافة الجنوبية لوادي باروسا.
على الرغم من عدم وجود مناجم رئيسية تعمل في السلسلة الجنوبية اليوم، إلا أن هناك العديد من المناجم الكبيرة المهملة وعدد لا يحصى من المناجم الصغيرة. تم تشغيل منجم كبريتيد الحديد في بروكونجا، شمال شرق جبل باركر، من عام 1955 إلى عام 1972، مما يثبت أنه مصدر قيم لإنتاج الأسمدة الفوسفاتية الحيوية لتنمية المناطق الزراعية النائية للولاية بعد الحرب. أثبت الجريان السطحي من المنجم للأسف أنه سام للغاية للبيئة المحلية، ولا تزال الجهود جارية منذ ذلك الحين لتخفيف الضرر.
تم افتتاح منجم صغير للفضة والرصاص قصير العمر في سفوح سلاسل الجبال في جلين أوزموند لأول مرة بعد عامين فقط من تأسيس الدولة في عام 1836: إنه مهم لأنه ليس فقط منجم المعادن الأول في تاريخ الولاية، لكنها الأولى في كل أستراليا. لم تشهد جنوب أستراليا مطلقًا اندفاعًا نحو الذهب في القرن التاسع عشر مثل تلك الطرق السريعة، ولكن تم استخراج الذهب بالقرب من كل من إشونجا وويليامزتاون (باروسا). تشمل المناجم الأخرى في السلسلة الجنوبية منجمًا من الفضة يرجع إلى القرن التاسع عشر في تاليسكر بالقرب من كيب جيرفيس، والذي يتميز بالعديد من المباني القديمة المتبقية، ومنجم الحجر الجيري في خليج رابيد، والذي توقف عن العمل مؤخرًا. تم استخراج النحاس في كابوندا وترورو وكانمانتو وقد يكون مرة أخرى  ويقترح منجم الزنك (والرصاص والفضة والذهب) بالقرب من ستراتالبين. تنتشر المحاجر في السلسلة، وأكثرها روعة وضخامة في سفوح أديلايد؛ لقد قاموا بتزويد الكثير من الكوارتزيت الذي يمكن رؤيته في "هندسة الحجر الرملي" الدائمة لأديلايد المبكرة.
تشكل السلسلة جزءًا من إمدادات المياه لأديلايد، وهناك بنية تحتية واسعة من الخزانات، والسدود، وخطوط الأنابيب، في مستجمعات نهر نهر تورنز و أونكابارينجا و ليتل بارا و جولر. تعد خزاناتجبل بولد و جنوب بارا و كانجارو كريك و ميلبروك الأكبر.

### السلسلة الشمالية
السلسلة الشمالية، التي غالبًا ما يتم الخلط بينها وبين سلسلة فليندرز الجنوبية، والتي يشار إليها أحيانًا باسم "سلسلة منتصف الشمال" أو "بلد التل الأوسط"، تمتد من التلال بالقرب من كابوندا في الجنوب إلى السلسلة القاحلة وراء بيتربورو في الشمال الشرقي. أعلى قمة في هذا القسم (وفي جميع سلسلة جبال لوفتي) هي جبل بريان (936 م أو 3,071 قدم). تشمل القمم المهمة الأخرى نيو كامبل هيل (714 م أو 2,343 قدم) وستاين هيل (605 م أو 1,985 قدم)، والتي تطل على بورا.
كان التعدين، على الرغم من غيابه تمامًا اليوم، صناعة رئيسية في السلسلة الشمالية. منجم النحاس في كابوندا، شمال باروسا، كان يعمل من عام 1842 إلى عام 1877 وكان بمثابة دفعة كبيرة لاقتصاد الدولة الوليدة، ولكن سرعان ما طغت عليه الأعمال الكبيرة في بورا، إلى الشمال. تم تشغيل المنجم هنا من عام 1845 إلى عام 1877 مع بعض الانقطاعات الطفيفة، وتم استبداله بأعمال أكبر في شبه جزيرة يورك. كدليل على حجم النحاس في بورا، أعيد فتح المنجم كقطع مفتوح في عام 197، قبل إغلاقه مرة أخرى بعد عشر سنوات.
الطرف الشمالي من السلسلة هي موطن لبلدتين فريدة: بلدة صغيرة باسم يانجالا، مألوفة لدى سكان جنوب أستراليا لكونها عادة أبرد مكان في الولاية (كونها مائة كيلومتر في الداخل، وعلى هضبة مرتفعة إلى حد ما كما هو الحال مع الكثير من منتصف الشمال). البلدة الأخرى هي منطقة قريبة من أورورو تسمى "التل المغناطيسي". ينبع الاسم من الوهم البصري الذي يخلق الانطباع بأن السيارة تتدحرج صعودًا.

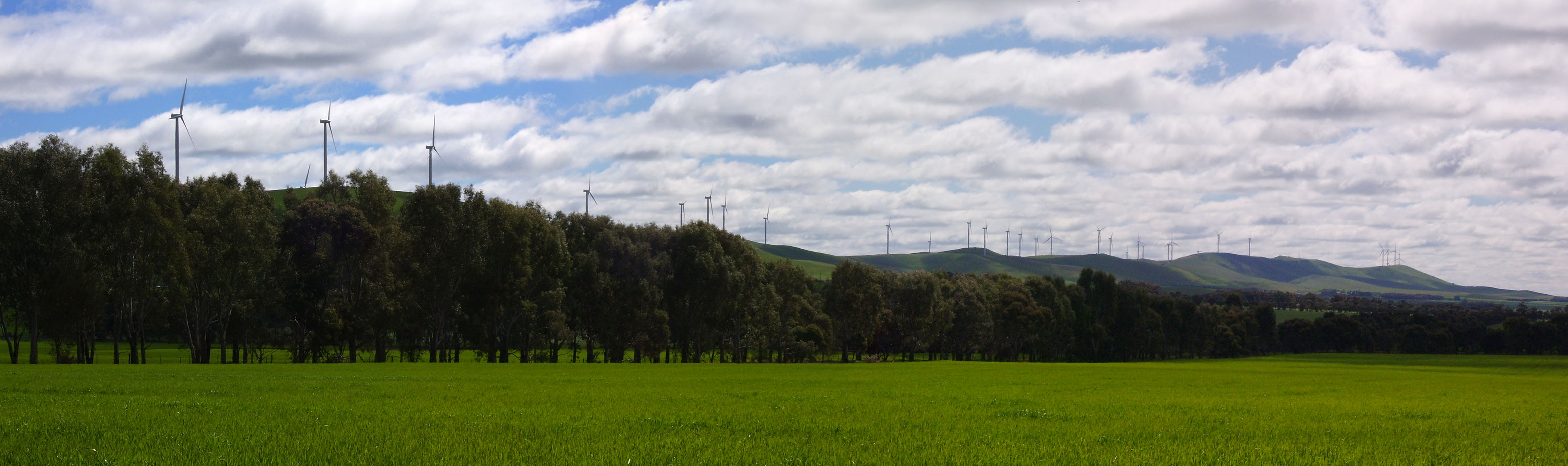
توربينات الرياح شمال غرب بورا.

## الجيومورفولوجيا
هناك العديد من الصدوع الطبيعية الرئيسية في منطقة أديلايد، والتي تتجه من الشمال الشرقي إلى الجنوب الغربي التي تحدد هذه الكتل:
- صدع بارا. يمتد هذا من غاولر (جنوب أستراليا) في الشمال، عبر إليزابيث، قبل أن يختفي تحت الطمي الأصغر في الضواحي الشمالية الداخلية.
- منطقة صدع إدن بيرنسايد: تقع منطقة الصدع هذه (المكونة من عدة صدوع فردية مختلفة) في قاعدة الجرف الرئيسي لتلال أديلايد، مما يفصل الطمي الصغير الرباعي للسهول عن الصخور الرسوبية الأولية التي تشكل السلسلة.
- صدع كيتشنر: يمتد هذا الصدع الطويل، بعيدًا قليلاً عن الشرق، من شمال وادي باروسا مرورًا بمضيق تورينس لمقابلة صدع عدن بالقرب من جرينهيل: هو الأكثر وضوحا على أنه خلل حول ويليامزتاون وكيرسبروك.
- صدع كلاريندون: يمتد هذا إلى حد كبير بالتوازي مع صدع إيدن بيرنسايد، ويتشكل الجرف داخل متنزه بيل اير الوطني، والذي يمتد أيضًا إلى الجنوب الشرقي لتشكيل الحدود الشرقية للضواحي الجنوبية، قبل أن ينتهي في نوارلونجا القديمة، حيث ينبثق نهر أونكابارينجا من السلسلة.
- صدع ويلونجا: يمتد هذا الصدع بالتوازي مع صدع كلارندون، جنوبًا مرة أخرى، وهو أقصى الجنوب من الصدوع.
- مناطق صدع بريمر وبالمر: تقع هذه الصدوع على الحافة الشرقية من كتلة سلسلة جبال لوفتي، وتشكل منحدرات أكثر دراماتيكية من تلك الموجودة في الغرب بسبب النقص العام في الغطاء النباتي في الريف.

لا تزال جميع مناطق الصدع نشطة اليوم، إلى جانب بقية السلسلة، كما أن الزلازل الصغيرة شائعة نسبيًا. الزلازل الأكبر في السلسلة الجنوبية نادرة إلى حد ما: كان آخر زلزال ضرب مركزًا رئيسيًا هو زلزال أديلايد عام 1954 الذي حدث في 1 مارس. بلغت قوته 5.5 درجة على مقياس ريختر.

## روابط خارجية
- نظرة على العمليات الجيولوجية التي ساعدت في تشكيل سلسلة الجبال النبيلة
- تاريخ منجم كبريتيد الحديد في بروكونجا
- التل المغناطيسي، مع الصورة
- ذكريات زلزال أديلايد عام 1954
- بلد باتونجا - سلسلة جبل النبيلة الجنوبية

قالب:Interim Biogeographic Regionalisation for Australia (IBRA)قالب:South Australia